# Gennem Flammerne til Lykken
Gennem Flammerne til Lykken er en dansk stumfilm fra 1915 med ukendt instruktør.

## Handling
Denne artikel mangler et handlingsreferat. Hjælp os med at skrive det.

## Medvirkende
- Johan Jensen - Værten i Skovkroen
- Nina Millung - Værtens kone
- Emilie Sannom - Else, værtsparrets datter
- Känitz Simonsen - Skovejer Fulman
- Anna Müller - Zigøjnersken
- Emanuel Gregers - Anders, skovarbejder
- Kai Heimann - Drengen